# Lena (rivier)
De Lena (Russisch: Лена, Jakoets: Улахан-Юрях, Oelachan-Joerjach; "Grote rivier" of Өлүөнэ; Öluöne, Boerjatisch: Зγлхэ; Zulche, Evenks: Елюенэ; Jeljoeëne) is de meest oostelijke van de drie grote rivieren van Siberië (de andere zijn de Ob en de Jenisej) in het Aziatische deel van Rusland. Met een lengte van ongeveer 4400 km lang (4294 km tot de Lenadelta) is het een van de langste rivieren ter wereld, de langste rivier van de regio Midden-Siberië. Met een gemiddelde jaarlijkse waterafvoer van 588 km³ is het na de Jenisej de op een na grootste rivier van het Noordpoolgebied. Het is de grootste rivier waarvan het stroomgebied zich volledig binnen Rusland bevindt. De Lenadelta is met een oppervlakte van 45.000 km² de op drie na grootste rivierdelta ter wereld.
De Lena is de grootste rivier ter wereld die volledig in het gebied met permafrost ligt. Ook 77% van het stroomgebied van de rivier ligt hierin. Een groot deel van het jaar is de Lena bevroren, waarbij de rivier opvriest vanuit het noorden in stroomopwaartse richting. Bij Tiksi, dat aan een van de drie bevaarbare armen van de delta ligt, is de rivier slechts drie maanden per jaar bevaarbaar, zuidelijker van mei tot oktober. De belangrijkste stad aan de Lena is Jakoetsk. Uit het zand van de zijrivieren de Vitim en de Oljokma wordt goud gewonnen. In de Lenadelta zijn mammoetslagtanden gevonden.

## Loop
De rivier stroomt door de oblast Irkoetsk en de autonome republiek Sacha (Jakoetië). Enkele zijrivieren doorstromen ook de omliggende regio's kraj Transbaikal, kraj Krasnojarsk, kraj Chabarovsk, Boerjatië en oblast Amoer.

### Bovenloop
De rivier ontspringt in de oblast Irkoetsk in een klein moeras op 15 kilometer van de Solntsepad-pas en 7 kilometer ten noordwesten van het Baikalmeer in de zapovednik Baikal-Lena. De bron ligt op een hoogte van 1465 meter, op de westelijke helling van een naamloze bergtop met een hoogte van 2023 meter, die deel uitmaakt van het Baikalgebergte. In eerste instantie stroomt de rivier naar het noorden, maar eenmaal onder de 1000 meter buigt de rivier af naar het zuidwesten, naar de rivier de Birjoelka (555 meter) en vervolgens naar het westen, naar de rivier de Katsjoeg (510 meter). Bij de overgang van het Baikalgebergte naar het Lena-Angaraplateau buigt de rivier iets af naar het noordwesten tot noorden om vervolgens door de plaats Zjigalovo (410 meter) te stromen. Voor Oest-Koet (285 meter) draait ze een beetje naar het westen en wendt dan voor de stad in een langgerekte rivierloop eerst naar het oosten en vervolgens naar het noordoosten. Vanaf Oest-Koet, waar de Baikal-Amoerspoorweg de rivier met een brug kruist, is de rivier bevaarbaar. Vervolgens stroomt bij de stad Kirensk (248 meter) de Kirenga in. Het debiet bedraagt hier 1100 m³/s. Vanaf Kirensk loopt de Lena een stuk parallel aan de Beneden-Toengoeska in de richting van de Jenisej. Hier gaat het Lena-Angaraplateau over in het Midden-Siberisch Bergland. De bovenloop tot aan de instroom van de Vitim doorstroomt de Cisbaikal.

### Middenloop
De middenloop tussen de estuaria van de rivieren Vitim en Aldan is ongeveer 1415 kilometer lang. Nabij de samenvloeiing met de Vitim bij de stad Vitim (185 meter) stroomt de Lena Jakoetië binnen. Met de opname van de Vitim groeit de rivier uit tot een breed stromende massa. De diepte loopt hier op tot 10 tot 12 meter, het stroomdal verbreedt zich tot 20 tot 30 kilometer. Binnen de rivierbedding liggen talloze riviereilanden. Het dal is asymmetrisch van vorm: de linkeroever (het Hoogland van Patom) is steiler en hoger. Op beide oevers groeien dichte naaldbossen, die sporadisch worden afgewisseld met madelanden. Iets voorbij Vitim stroomt de rivier bij Lensk (160 meter) met een langgerekte bocht om de noordzijde van het Hoogland van Patom. De Lena draait dan wat naar het zuidoosten en neemt nabij Oljokminsk (125 meter) vanuit het zuiden de rivier de Oljokma op.
Tussen de instroom van de Oljokma en de Aldan heeft de Lena geen instromende rivier van betekenis. De rivier snijdt zich hier met een diep en nauw dal over een lengte van meer dan 500 kilometer door de kalksteen van het Lenaplateau in de richting van het oosten en noordoosten. Bij de stad Sinsk (100 meter) neemt de rivier de zijrivier Sinjaja op en stroomt dan langs de Lenapilaren, een grote rotsformatie die door Unesco is opgenomen op de Werelderfgoedlijst voor Rusland.

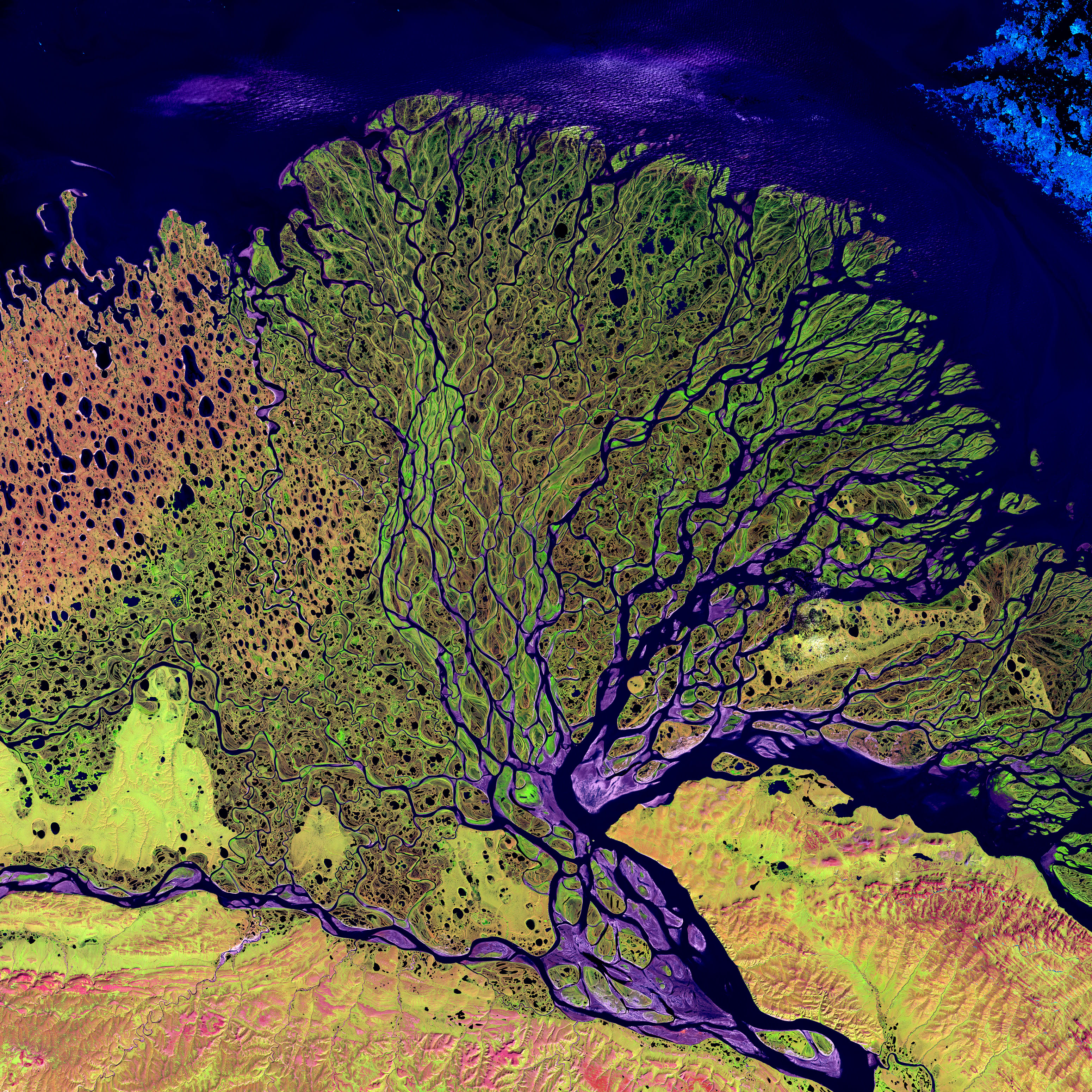
De Lenadelta op satallietbeeld.

Ter hoogte van de stad Pokrovsk (94 meter) gaat de Lena over naar de Centraal-Jakoetische Vallei. Hier kan de rivierbedding zich dientengevolge sterk uitbreiden. De stroomsnelheid neemt dramatisch af (maximaal 1,3 m/s, gemiddeld 0,5-0,7 m/s). De riviervlakte heeft hier een gemiddelde breedte van 5 tot 7 kilometer, die op sommige plaatsen oploopt tot 15 kilometer, terwijl het stroomdal in breedte kan oplopen tot 20 kilometer of meer.
Bij Jakoetsk (92 meter) neemt de rivier twee belangrijke zijrivieren op: eerst de Aldan en vervolgens voorbij de stad Sangar (65 meter) nabij de vroegere plaats Tas-Toemoes (57 meter) haar grootste zijrivier; de Viljoej. Hierdoor buigt de rivier af naar het westen en groeit uit tot een gigantische waterstroom; zelfs op plekken waar er maar één stroombedding is bedraagt de breedte van de stroombedding 3 kilometer en loopt de diepte op tot 16 tot 20 m. Op plekken waar de rivier riviereilanden omstroomt loopt de breedte op tot 20 tot 30 kilometer. De oevers van de rivier zijn hier onherbergzaam. Menselijke nederzettingen zijn schaars.

### Benedenloop
In de benedenloop van de Lena, waar de rivier afbuigt naar het noorden, wordt het stroomdal juist weer erg smal: In het oosten vormen de uitlopers van het Verchojanskgebergte de waterscheiding tussen de stroomgebieden van de Lena en de Jana en in het westen kleine verhogingen van het Midden-Siberisch Bergland de waterscheiding tussen Lena en Olenjok. In de benedenloop stroomt eerst vanuit het westen de rivier de Linde in en vervolgens na het passeren van de stad Zjigansk (32 meter) eveneens vanuit het westen de rivier de Moena. Iets noordoostelijker stroomt bij Siktjach (12,5 meter) de Molodo in. De rivier wordt voorbij Kjoesjoer (6,5 meter) ter hoogte van het dorp Boeloen naar dit dorp gedrukt door het Charaoelachgebergte vanuit het oosten en het Tsjekanovskigebergte (Krjazj Tsjekanovskogo) vanuit het westen. Op ongeveer 150 kilometer van de zee begint de uitgestrekte Lenadelta (45.000 km²), die ten zuidwesten van de Nieuw-Siberische Eilanden over 7 hoofdstromen uitloopt in de Laptevzee, een gedeelte van de Noordelijke IJszee. De belangrijkste stroom is de meest oostelijkste, Bystrinski, die bij Kaap Bykov uitmondt in zee.

## Hydrologie

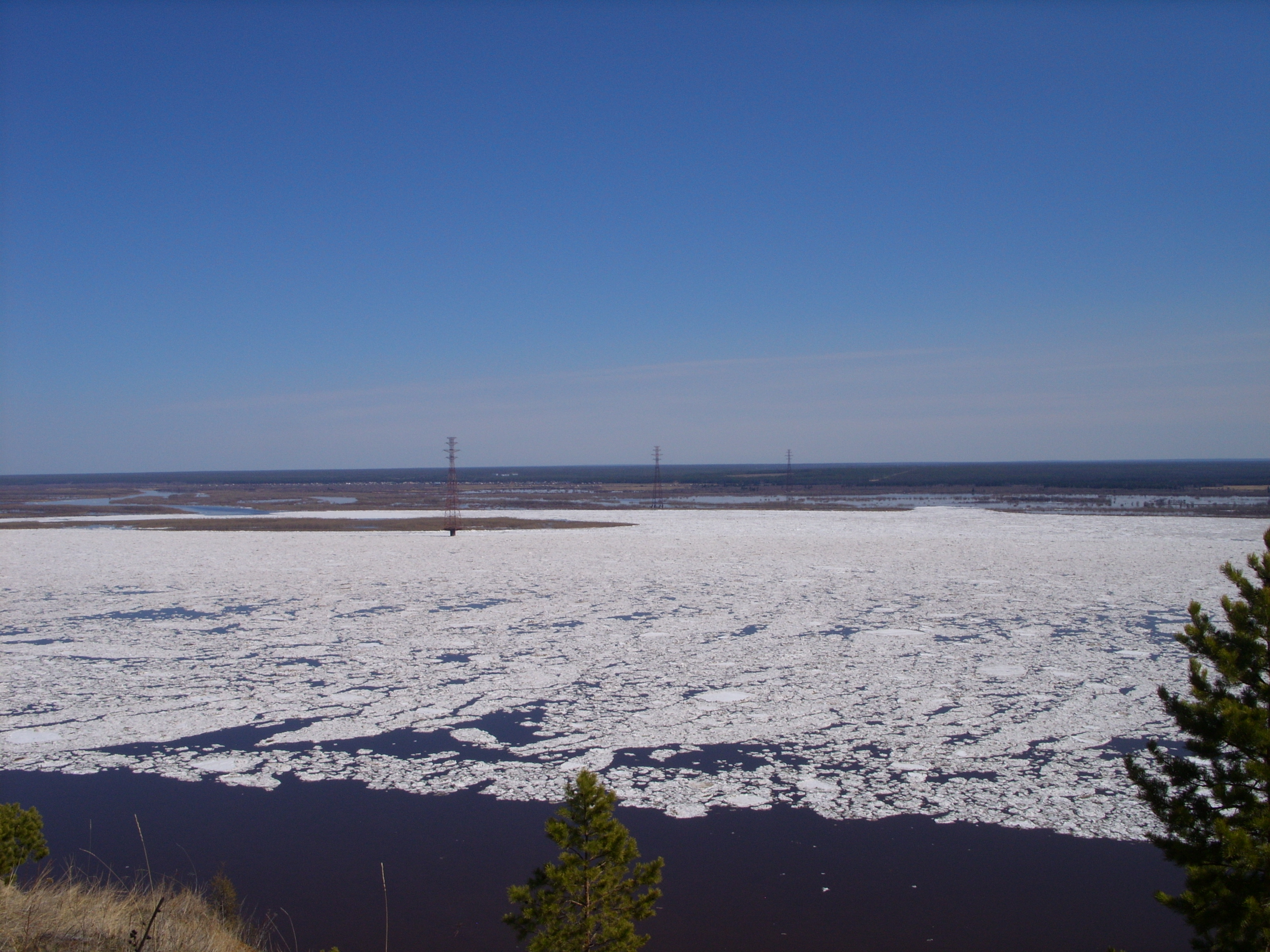
IJsgang bij Kaap Tabaginski, 2 kilometer ten zuiden van het dorp Staraja Tabaga. Deze plek is vanwege de relatief smalle bedding van de Lena uitgekozen voor de bouw van een nieuwe gecombineerde weg- en spoorbrug, die onderdeel moet gaan vormen van de Spoorlijn Amoer-Jakoetsk.

Het stroomgebied van de Lena omvat 2.490.000 km².

### Debiet
Over het debiet aan de monding van de Lena verschillen de bronnen, waarbij er ook vaak fouten zijn gemaakt. Een bijkomende bron van onzekerheid is het feit dat de rivier een uitgestrekte delta heeft met veel kanalen, die elk een deel van een stroomgebied van 60.000 km² omvatten. Volgens verschillende schattingen varieert het jaarlijkse debiet tussen de 489 en 542 km³, wat overeenkomt met een gemiddeld jaarlijks debiet bij de monding van 15.500 tot 17.175 m³/s. De belangrijkste toevoer is net als bij bijna alle zijrivieren smeltwater en regenwater. Door de wijdverbreide permafrost in het stroomgebied is de toevoer van grondwater minimaal, met uitzondering van plekken waar zich geothermische bronnen bevinden.
Het neerslagregime zorgt voor hoogwater (mezjen) in de lente, diverse grote overstromingen in de zomer en laagwater (pavodok) in de herfst en winter, waarbij het debiet aan de monding afneemt tot 366 m³/s. De voorjaarsvloed in juni is goed voor 40% van het debiet en in de periode van juni tot oktober valt 91% van de jaarlijkse neerslag. Het hoogste gemiddelde maandelijkse debiet aan de monding werd geregistreerd in juni 1989 en bedroeg 104.000 m³/s. Het maximale debiet aan de monding kan in deze maand oplopen tot meer dan 200.000 m³/s.
| Gemiddelde maandelijkse waterafvoer (m³/sec) van de rivier Lena en het jaarlijks gemiddelde vanaf 1976 tot 1994 (metingen van het peilstation Stolb in de Lenadelta (splitsing Lena in de kanalen Trofimovskaja en Bykovskaja)) |

Tijdens de winterperiode wordt 10 tot 20 km³ ijs (ofwel: 3% van de jaarlijkse afvoer) gevormd op de rivier. In de zomer zorgt dit smeltwater samen met een grote volume aan overstromingswater in het ondiepe zuidelijke deel van de Laptevzee net als bij andere grote Siberische rivieren voor inversie; de zee wordt hierdoor lokaal ontzilt en het ijs van andere bij de zee gelegen rivieren ontdooit hierdoor pas later.

### Zijrivieren
De Lena telt 7 belangrijke zijrivieren. De Kirenga stroomt naar het noorden tussen de bovenloop van de rivier en het Baikalmeer. De Vitim doorstroomt het gebied ten noordoosten van het Baikalmeer. De Oljokma stroomt naar het noorden. De Amga maakt evenwijzig aan de rivier een lange bocht naar het zuidoosten en mondt uit in de Aldan. De Aldan maakt een soortgelijke bocht ten zuidoosten van de Amga en mondt vervolgens ten noorden van Jakoetsk uit in de Lena. De Maja, een zijrivier van de Aldan, loopt door een gebied tot bijna aan de Zee van Ochotsk. Het T-vormige rivierennetwerk van de Tsjona en de Viljoej voert het grootste deel van het water uit het gebied ten westen van de Lena af naar de rivier.

#### Lijst van zijrivieren (km vanaf de monding)
- 8 km: Boelkoer
- 221 km: naamloze rivier
- 296 km: Bjosjoeke
- 413 km: Molodo
- 510 km: naamloze rivier
- 513 km: Dzjardzjan
- 530 km: naamloze rivier
- 530 km: Tjongjoergestjach
- 534 km: zijrivier Belikan:
  - 534 km: naamloze rivier
  - 534 km: Koeroeng-Joerjach
  - 534 km: Sasyr-Joerjach
  - 534 km: Tas-Joerjach
  - 534 km: Tsjieres-Joerjage
  - 534 km: Tsjochtsjochoe-Joerjage
- 548 km: naamloze rivier
- 551 km: Natara
- 566 km: naamloze rivier
- 578 km: naamloze rivier
- 581 km: Ogo-Oengoeochtach
- 603 km: Menkere
- 606 km: Motortsjoena
- 606 km: Moena
- 620 km: Babaryna
- 620 km: naamloze rivier
- 620 km: Koejelenke
- 620 km: Onkoetsjach-Joerech
- 622 km: Semekit
- 644 km: naamloze rivier
- 670 km: naamloze rivier
- 670 km: Mysyk-Sjane
- 696 km: Kystatyamka
- 696 km: Choroeongka
- 700 km: Sobolooch Majan
- 703 km: Oekoenkoe
- 718 km: Atyyr-Ajana
- 740 km: Begidjan
- 748 km: Ynyr-Chajata-Joerjage
- 754 km: Noeora
- 760 km: naamloze rivier
- 760 km: Loektach
- 780 km: naamloze rivier
- 780 km: naamloze rivier
- 780 km: naamloze rivier
- 780 km: Tsjoeomoegoerdaach-Joerjage
- 780 km: Oelegir
- 818 km: Oroetsjan
- 820 km: Oendjoeljoeng
- 834 km: Taryn-Joerech
- 835 km: Bachanaj
- 876 km: Melti
- 890 km: Ogonnjor-Joerjage
- 898 km: Bas-Joerjach
- 902 km: Delingde
- 918 km: Innjach
- 921 km: Kjoendjoedej
- 942 km: Oes-Boeolboet
- 948 km: naamloze rivier
- 954 km: naamloze rivier
- 954 km: Bylachi
- 976 km: naamloze rivier
- 978 km: naamloze rivier
- 985 km: Linde
- 989 km: Channit
- 991 km: naamloze rivier
- 991 km: Njiege-Taas-Joerege
- 1037 km: Moendalyk
- 1046 km: naamloze rivier
- 1054 km: Kjoenjoej
- 1057 km: Ljampoesjka
- 1071 km: naamloze rivier
- 1072 km: Tsjyngyrykan
- 1075 km: naamloze rivier
- 1082 km: Kresteech
- 1084 km: naamloze rivier
- 1086 km: zijrivier Kjoengkjabir
  - 1086 km: Abasylach
  - 1086 km: Atyrdjach
  - 1086 km: naamloze rivier
  - 1086 km: Darbangda
  - 1086 km: Kjoeenechtjach-Joerjach
  - 1086 km: Mynnijyky
  - 1086 km: Syalaach-Joerech
  - 1086 km: Tympylykan
  - 1086 km: Oejoeloe
  - 1086 km: Oees-Kjonjo
- 1091 km: Bejberike
- 1102 km: Viljoej
- 1127 km: Dolgaja
- 1132 km: Loengcha
- 1139 km: Ljoenkjoebej
- 1145 km: Tsjankynyr
- 1152 km: Diring-Joerjach
- 1157 km: Sitte
- 1157 km: Tjoegjoeene
- 1184 km: Channach
- 1247 km: Balamakan
- 1254 km: Njogordach
- 1260 km: Chantsjaly
- 1275 km: Kenkeme
- 1277 km: Beljanka
- 1284 km: Stanovka
- 1287 km: Joes-Joerech
- 1310 km: Batamaj
- 1311 km: Aldan
- 1488 km: Soeola
- 1526 km: Myla
- 1528 km: Tamma
- 1565 km: Menda
- 1577 km: Ljoetenge
- 1609 km: Boeotama
- 1716 km: Sinjaja
- 1875 km: Toeolba
- 1928 km: Marcha
- 2009 km: Bolsjaja Roesskaja
- 2044 km: Namana
- 2089 km: Oljokma
- 2178 km: Tsjerendej
- 2160 km: Birjoek
- 2313 km: Matsja
- 2321 km: Tierbes
- 2323 km: Maly Patom
- 2328 km: Bolsjoj Koetikan
- 2334 km: Bolsjoi Patom
- 2334 km: Malaja Kamenka
- 2353 km: Polovinka
- 2366 km: (beekje) Toeroekta
- 2366 km: Oera
- 2377 km: (beekje) Bolsjaja Sjoemicha
- 2392 km: Oelachan-Toeostoeoer
- 2395 km: Derba
- 2400 km: (beekje) Balachannaach (Balachannach)
- 2407 km: Toerokta
- 2420 km: Njoeja
- 2426 km: (beekje) Noeotarka
- 2437 km: Tsjikijan
- 2439 km: (beekje) Taryng
- 2450 km: (beekje) Bjorjoljojoch
- 2460 km: (beekje) Polovinny
- 2466 km: Dabaan
- 2467 km: Kalajka
- 2472 km: Kontajka
- 2476 km: Malaja Lamgi
- 2478 km: Bolsjaja Lamgi
- 2489 km: Moerja
- 2489 km: Taryng
- 2509 km: Ientsjik
- 2509 km: Moechtoejka
- 2525 km: (beekje) Sajylyk
- 2528 km: Kamenka
- 2535 km: Chalamanda
- 2538 km: Srednjaja
- 2540 km: Bolsjaja
- 2555 km: Konjok (Soechië Konki)
- 2582 km: Chamra
- 2594 km: (beekje) Kamenka
- 2599 km: Pilka
- 2608 km: naamloze rivier
- 2615 km: Jelovaja
- 2616 km: (beekje) koeroeng
- 2636 km: (beekje) Jelan (Malaja Retsjka)
- 2638 km: Bolsjaja Retsjka
- 2646 km: Bolsjaja Stoedjonka
- 2662 km: Krestovka
- 2664 km: Soechoj Roetsjej
- 2678 km: Doebovka
- 2679 km: Ostanina
- 2681 km: Viska
- 2690 km: Peledoej
- 2707 km: Romanovski Kljoetsj
- 2714 km: naamloze rivier
- 2714 km: Vitim
- 2740 km: Tsjoeja
- 3017 km: Tsjaja
- 3034 km: Tsjetsjoej
- 3050 km: Piljoeda
- 3155 km: Kirenga
- 3305 km: Bolsjaja Tira
- 3384 km: Tajoera
- 3448 km: Jakoerim
- 3466 km: Koeta
- 3773 km: Ilga
- 3812 km: Toetoera
- 4020 km: Ilikta

## Geschiedenis
Algemeen wordt aangenomen dat de Lena zijn naam ontleent aan de oorspronkelijke Eveens-Evenkse naam Eljoe-Ene, wat 'grote rivier' betekent.
Volgens 17e-eeuwse volksverhalen voer in de jaren 1620-1623 een groep Russische pelsjagers onder leiding van Demid Pjanda de Beneden-Toenguska op en ontdekte daarbij de Lena. Zij zouden daarop hun boten daarheen hebben gedragen of nieuwe boten hebben gebouwd. In 1623 verkende Pjanda ongeveer 2400 kilometer van de rivier vanaf de bovenloop tot Midden-Jakoetië. In 1628 bereikte Vasili Boegor met tien andere mannen de Lena en inde hier de 'jasak' (huidenbelasting) onder de inheemse bevolking en stichtte vervolgens in 1632 de stad Kirensk. In 1631 stuurde de vojevoda van Jenisejsk Pjotr Beketov samen met twintig mannen naar Jakoetsk om er het jaar erop een ostrog te bouwen. Vanuit Jakoetsk werden nieuwe expedities uitgevoerd naar het zuiden en oosten. In 1633 werd de Lenadelta bereikt. Lange tijd vormde de rivier onderdeel van het netwerk van de Siberische waterwegen.
In 1885 leidde baron Eduard Von Toll samen met Alexander von Bunge een expeditie naar de Lenadelta en het eiland Nieuw-Siberië verkende in opdracht van de Russische Keizerlijke Academie van Wetenschappen. In 1886 onderzochten ze de overige Nieuw-Siberische Eilanden en de Jana-rivier en haar zijrivieren. Over de duur van een jaar en twee dagen bestreek de expeditie ruim 25.000 kilometer, waarvan 4.200 kilometer over de rivieren, waarbij onderweg geodetische metingen werden verricht.
De Lena heeft haar naam ook gegeven aan het Lenabloedbad in 1912, toen enkele honderden goudzoekers en lokale burgers die protesteerden tegen de arbeidsomstandigheden in de mijn bij Bodajbo (in het noorden van de oblast Irkoetsk) werden doodgeschoten door tsaristische troepen. Dit incident werd door Kerenski gerapporteerd in de Doema (parlement) en wordt vaak aangehaald als een van de gebeurtenissen die zorgden voor een groeiend revolutionair gevoel in Rusland. De communistische leider Vladimir Iljitsj Oeljanov koos volgens zijn nichtje Olga Oeljanova zijn pseudoniem Lenin naar de naam van de rivier toen hij verbannen werd naar het Midden-Siberisch Bergland.

## Infrastructuur en nederzettingen

### Goederenvervoer
De Lena is de belangrijkste transportader van Jakoetië. De rivier verbindt de oeloesen (gemeenten) met de federale transportinfrastructuur. Het grootste deel van de severny zavoz ("noordelijke aanvoer") wordt uitgevoerd over de Lena. De rivier wordt beschouwd als bevaarbaar vanaf de haven van Katsjoeg, maar tot aan de haven van Osetrovo bij Oest-Koet kunnen alleen kleine schepen varen. Ook op het traject vanaf Oest-Koet tot aan de samenvloeiing van de Vitim met de Lena telt de rivier echter ook nog veel moeilijk te navigeren gedeelten en relatief ondiepe plekken, zodat dit deel jaarlijks moet worden uitgebaggerd. De rivier is gemiddeld 120 dagen per jaar bevaarbaar in de benedenloop oplopend tot 180 dagen in de bovenloop.
De belangrijkste goederenhavens van de Lena zijn van bron tot monding (bij Kaap Bykov):
- Osetrovo bij Oest-Koet (3.620 km vanaf de monding) is de grootste rivierhaven van Rusland en de enige in het stroomgebied van de Lena die verbonden is met de spoorweg. Om deze reden draagt het de bijnaam "toegangspoort tot het noorden";
- Kirensk (3319 km);
- Lensk (2665 km) is de grootste vrachthaven op de linkeroever en een belangrijk transportknooppunt (bij Lensk loopt een winterweg over de Lena), met name voor de mijnindustrie van Mirny. Hierom draagt het de bijnaam "toegangspoort tot het diamantgebied";
- Oljokminsk (2258);
- Pokrovsk (1729 km);
- Jakoetsk (1638 km) speelt een belangrijke rol in de overslag van goederen die aankomen vanuit de haven van Osetrovo;
- Sangar (1314 km)
- Tiksi (0 km; zeehaven aan de Laptevzee).

### Passagiersvervoer

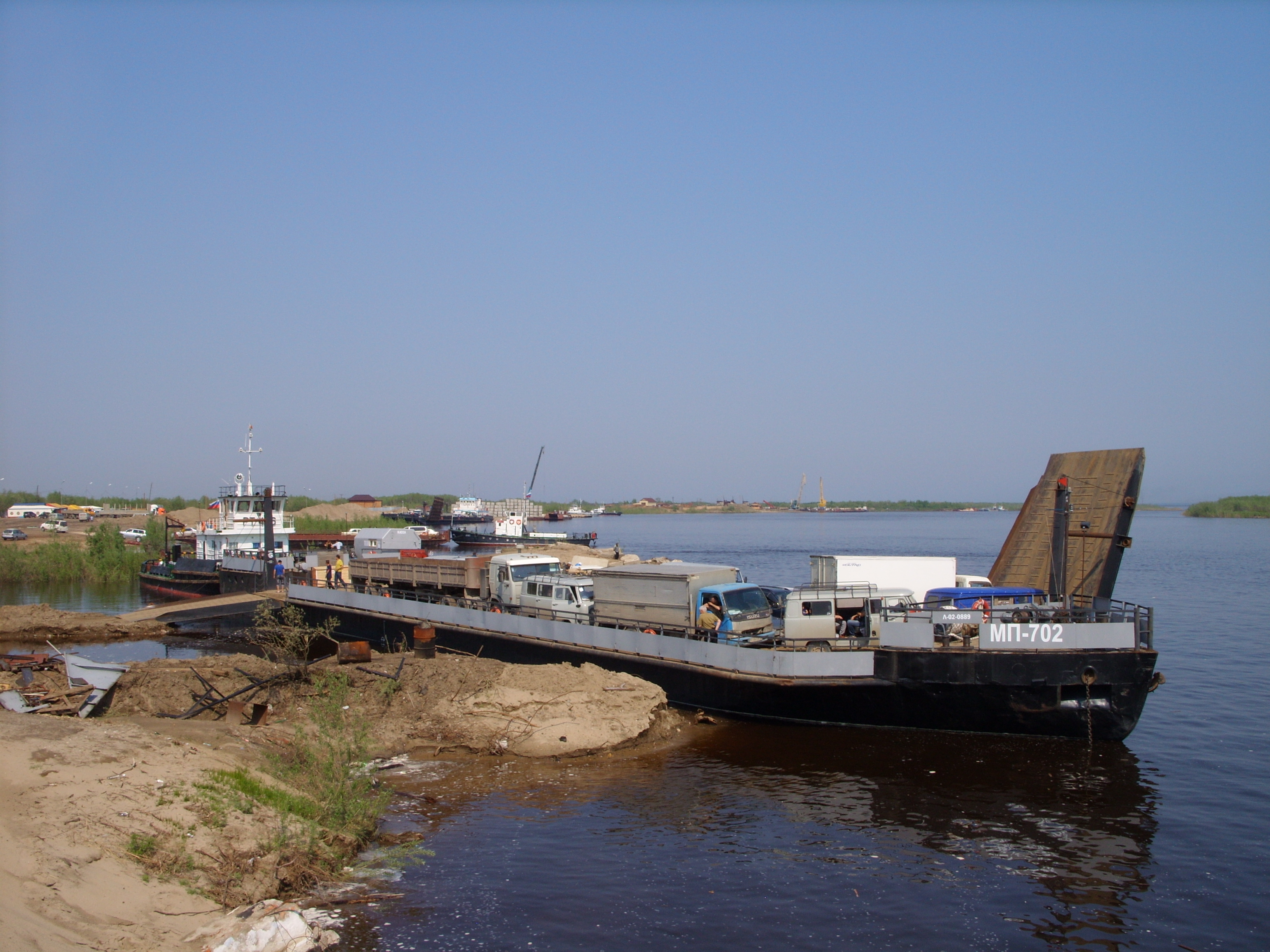
Een autoveerboot tussen Jakoetsk en Nizjni Bestjach

Tot 2004 had Lena de laatste Russische vervoersdienst per stoomboot. Momenteel is er een passagiersdienst per motorschip (de Mechanik Koelibin) tussen Jakoetsk en Tiksi van de maatschappij Lenatoerflot. Tussen Oest-Koet en Jakoetsk (en ook ten noorden van Jakoetsk) worden door dit bedrijf over meerdere trajecten passagiersdiensten per draagvleugelboot onderhouden. Ook zijn er in de voorsteden van Jakoetsk diverse diensten van andere bedrijven actief. Tussen Jakoetsk en Nizjni Bestjach varen autoveerboten en Chivoes-hoovercrafts.
De grootste passagiershavens aan de zijrivieren van de Lena zijn Bodajbo aan de Vitim (292 km van de monding), Chandyga en Dzjebariki-Chaja aan de Aldan (respectievelijk op 456 km en 511 km van de monding).
Sinds eind jaren 1980 varen er 2 cruiseschepen op de Lena met Lenacruises over de trajecten Jakoetsk – Lenapilaren (Lenskië Stolby), Jakoetsk – Tiksi en Jakoetsk – Lenawangen (Lenskië sjtsjjoki), die na een aantal jaren van concurrentie sinds 2013 in handen zijn van het bedrijf Lenatoerflot.

### Bewoning
De oevers van de rivier tellen slechts weinig nederzettingen. Rondom Jakoetsk is de bevolkingsdichtheid relatief groot, maar tussen andere naburige nederzettingen langs de rivier loopt de afstand soms op tot honderden kilometers, waarlangs alleen taiga te zien is. Wel liggen er een behoorlijk aantal verlaten nederzettingen en tijdelijke nederzettingen langs de rivier. De rivier telt zes steden langs haar loop. Van bron tot monding zijn dit Oest-Koet, Kirensk (de oudste stad, gesticht in 1630), Oljokminsk (hier staat het kunstwerk 'De Prachtige Lena' ter ere van de rivier), Pokrovsk en Jakoetsk (de grootste stad van Noordoost-Rusland). Twee historische plaatsen langs de rivier zijn Sottintsy (Ogorodtach), de plek waar Jakoetsk oorspronkelijk gesticht werd en Zjigansk, een historisch plaatsje uit 1632 dat enkele honderden kilometers stroomafwaarts van Jakoetsk ligt.

### Bruggen
Over de rivier liggen slechts vijf bruggen. Van bron tot monding zijn dit:
- Een autobrug bij het dorp Katsjoeg
- een autobrug bij het dorp Ponomarjova. Deze werd in 2009 voltooid en vormt onderdeel van een wegverbinding tussen Irkoetsk en Zjigalovo. Daarvoor lag er een pontonbrug.
- een pontonbrug in de autoweg tussen de dorpen Zjigalovo en Toetoera
- een in 1975 voltooide spoorbrug in Oest-Koet, ten westen van de BAM.
- een in 1989 voltooide autobrug in Oest-Koet.

Stroomafwaarts van Oest-Koet worden in de zomer veerboten gebruikt en in de winter winterwegen.
Als onderdeel van de in aanbouw zijnde Spoorlijn Amoer-Jakoetsk is echter een 3,2 kilometer lange gecombineerde weg- en spoorbrug gepland over de Lena. Dit megaproject moet volgens de plannen het transport door Jakoetië radicaal veranderen. Een startdatum voor de bouw is er echter nog niet, mogelijk mede doordat reeds beschikbare gelden voor de brug zijn aangewend voor de bouw van de Krimbrug.